# Pannónia (entreprise)

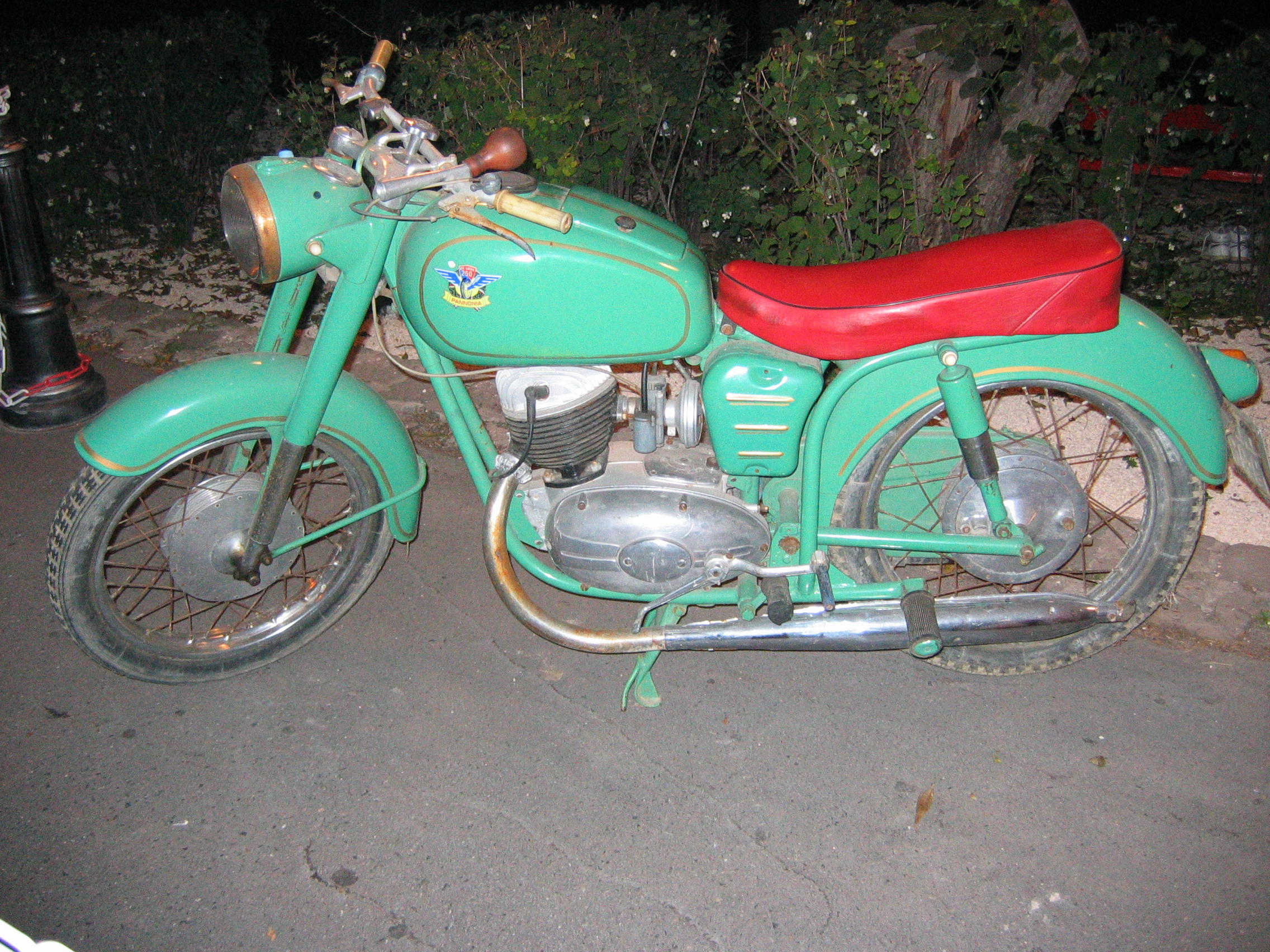
Une Pannónia TLT

Pour les articles homonymes, voir Pannonia.
Des motos deux-temps 250 cm³ ont été produites sous la marque Pannónia dans l'usine Csepel à Budapest, en Hongrie.

## Pannónia TL 250
Le premier type est appelé Pannónia TL 250 et a été produit de 1954 à 1955. Il a été exporté partout dans le monde, du Brésil en Indonésie, mais en très peu d'exemplaires.

### Caractéristiques techniques
- Type de fonctionnement : 2 temps
- Nombre de cylindres : 1
- Alésage x course : 68 × 68 mm
- Puissance : 10 CV DIN
- Vitesse maxi : 105 km/h
- Consommation : 4,5 l/100 km, mélange 1:20
- Allumage : magnéto
- Carburateur : Jikov, 1 gicleur, diamètre 25 mm
- Transmission primaire : par engrenages
- Boîte: 4 vitesses
- Transmission secondaire : par chaîne
- Suspension avant : fourche télescopique non amortie
- Suspension arriere : bras oscillant, amortissement hydraulique
- Couleur habituelle : bordeaux

## Pannónia TLT
Le deuxième type est appelé TLT. Années de production : 1956-1957.

### Caractéristiques techniques
- Différence dans les caractéristiques techniques par rapport au type précédent :
- Puissance : 11 CV DIN
- Carburateur :
  - Pannónia, 1 gicleur, diamètre 25 mm
  - Fischer Amal pour les versions exportées
- Transmission primaire : 
  - par engrenages au début de la production
  - par chaîne dans la majorité de la production
- Couleur habituelle :
  - vert pomme 1956
  - exemplaires noirs connus en 1957

## Autres modèles
Il existe encore les types suivants (produits en grande série) en ordre chronologique :
TLF(T1)-TLB(T3)-TLD(T2): 1958-1961
- T5: 1964-1975
- P10: 1966-1974
- P20: 1968-1974
- P12: 1974-1975
- P21: 1974-1975.

La production a été arrêtée en 1975.